# Eriborus obscuripes
Eriborus obscuripes là một loài tò vò trong họ Ichneumonidae.